# Aida El-Kashef
Aida El-Kashef é uma cineasta feminista, actriz e directora. Os seus créditos de actuação incluem Ship of Theseus (a nave de Teseus) e Walad w Bent. Também tem dirigido as curtas-metragens A Tin Tale e Rhapsody in Autumn.

## Carreira
El-Kashef participou nos protestos da Praça Tahrir, onde filmou os factos da Primavera Árabe à medida que se desenvolveram. Ela esteve entre os primeiros manifestantes que ocuparam a praça Tahrir, onde instalou uma loja de campanha. Ela também documentou as "fortes agressões contra a mulher" que se produziram durante os protestos, com frequência arriscando a sua própria segurança pessoal. Os filmes de El-Kashef sobre homens agredindo sexualmente as mulheres, foram mostradas em todo mundo e El-Kashef e seus amigos se comprometeram a lutar novamente, levando facas como protecção entre outros artigos. Ela foi presa e detida poela sua participação no protesto do Não aos Julgamentos Militares a Civis. El-Kashef perdeu-se na promoção da Nave de Teseus, na Índia, enquanto estava a protestar. Outro aspecto dos protestos foi a sua participação na filmagem da pena aos membros de uma família que entraram na Morgue de Zeinhomen, no Cairo, para ver os seus seres queridos pela última vez.
Em 2014, recebeu uma subvenção por Bairro Nº 3 de SANEM, cujo desenvolvimento e pós-produção se realizaram com fundos do Festival de Cinema de Abu Dhabi.
Também em 2014, ganhou o prémio de melhor actriz secundária do Indian National Filme Awards pelo seu papel na Nave de Teseous. Ela também ganhou o prémio de Melhor Actriz na categoria Muhr Ásia-África Feature no Festival de Cinema de Dubai pelo seu papel na Nave de Teseus em 2012.
Em novembro de 2015, Aida começou com o financiamento colectivo parcial dos custos de produção da sua primeira longa-metragem de carácter documentário, um filme que aborda o tema da violência doméstica no Egipto. Em The Day I Ate The Fish (No dia em que comi o peixe), documentou vários casais nos quais uma mulher assassinou o seu esposo